# Colobothea obconica
Colobothea obconica là một loài bọ cánh cứng trong họ Cerambycidae.